# Княжегубская ГЭС
Княжегу́бская ГЭС — гидроэлектростанция на реке Ковде в Мурманской области у посёлка Зеленоборский. Входит организационно в Каскад Нивских ГЭС, собственник — ТГК-1.

## Общие сведения
Строительство ГЭС началось в 1951 году, закончилось в 1956-м. Первый гидроагрегат пущен 21 октября 1955 года, ГЭС принята в промышленную эксплуатацию в июле 1959 года. ГЭС плотинно-деривационного типа, с полным отбором стока Ковды. Состоит из 3 отдельных гидроузлов.
Состав сооружений ГЭС:
- насыпная плотина Тупьегубского гидроузла длиной 962 м
- насыпная плотина Ляхкоминского гидроузла длиной 952 м
- 9 насыпных дамб Ляхкоминского гидроузла общей длиной 1465 м
- бетонная водосбросная плотина Ляхкоминского гидроузла длиной 78 м
- насыпная плотина Княжегубского гидроузла длиной 628 м и наибольшей высотой 20,8 м
- деривационный подводящий канал длиной 1600 м
- напорный узел с напорными трубопроводами
- здание ГЭС длиной 93 м с двумя донными водосбросами
- отводящий канал длиной 1200 м.

Мощность ГЭС — 152 МВт, среднегодовая выработка — 751,711 млн кВт·ч. В здании ГЭС установлено 4 гидроагрегата мощностью по 38 МВт, работающих при расчётном напоре 34 м.
Напорные сооружения ГЭС (длина напорного фронта 4,18 км) образуют Ковдозерское водохранилище (Княжегубское водохранилище), включившее в себя несколько озёр, в том числе Ковдозеро. Площадь водохранилища 610 км², полная и полезная ёмкость 3,43 и 1,92 км³. При создании водохранилища было затоплено 240 га сельхозугодий, перенесено 943 строения.
ГЭС спроектирована институтом «Ленгидропроект».
Княжегубская ГЭС входит в состав ПАО «ТГК-1».

## Экологические проблемы
ГЭС сделала невозможным проход в Ковду на нерест сёмги. В качестве компенсации был построен Княжегубский рыбоводный завод, осуществляющий её искусственное разведение.